# 正木剛
正木 剛（まさき たけし、1964年9月6日 - ）は京都府京都市出身のプロサッカーコーチ。

## 来歴
- 小学校3年生より京都紫光クラブでサッカーを始める。
- 1989年、25歳の頃、膝後十字靭帯断裂の大けがのため選手を諦め、指導者を目指す。
- 1990年頃から、プロサッカーコーチとして全国の小学生から社会人までのチームの指導を行う。洛南高校コーチ時代は、同校を全国高等学校サッカー選手権大会に出場させ（第70回、第72回大会）、岡山県の社会人リーグにおいては、地域二部リーグのチームをわずか三年で県一部にまで昇格させるに至った。
- スポーツクラブのGM、および小学校の教諭を経て、2007年、香川県にてNPO法人エリックスポーツプロジェクトを設立。理事長兼特別顧問として、子供たちのための運動教室を開設した。同プロジェクト内のジュニアサッカーチームであるDESAFIO（デサ フィーオ） C.F.の初代監督として就任当初から破竹の勢いで勝ち進み、好成績を収めた。
- 2019年、NPOを退任後、現在は障害児童施設の施設長として療育に携わっている。

## 人物
- 自ら設立したエリックスポーツプロジェクトには、カマタマーレ讃岐のJFL時代からの選手を雇用し、彼らの人生を陰ながら支えた。
- 趣味は車、バイクなどのモータースポーツや映画鑑賞である。
- 元サッカー日本代表の森岡隆三氏、上村健一氏、元Jリーガーの平井直人氏、西野泰正氏を始め、多くの現役Jリーガーとも親交がある。
- サッカーだけにとどまらず、さまざまな資格を持っていることでも知られる。
  - 文部科学省、日本体育協会公認 フィットネストレーナー (FT)
  - 厚生労働省公認　健康運動指導士
  - FA（イングランドサッカー協会)公認　FootBall Coaching Diploma取得
  - KNVB（オランダサッカー協会）公認　FootBall Coaching Diploma取得
  - DFB（ドイツサッカー連盟）公認　FootBall Coaching Diploma　取得
  - JFA (日本サッカー協会) 公認　Sports Managers College CERTIFICATE ID取得
  - JFA (日本サッカー協会) 公認　C級コーチ
  - （財）全国スポーツクラブ協会認定　スポーツクラブマネージャー
  - （財）京都府体育協会公認　スポーツクラブ　オーガナイザー
  - （財）京都府体育協会公認　スポーツ指導者
  - （社）日本心理学会認定　認定心理士
  - NPO法人　日本ライフセービング協会認定CPR・AEDトレーナー
  - 小学校教員免許取得　（元小学校教諭。NPO法人の設立はこの時の経験が生かされている。）
  - 幼稚園教員免許取得